# Hainault (Metropolitano de Londres)
Hainault é uma estação do Metrô de Londres em Hainault, Leste de Londres, Inglaterra. A estação fica na linha Central entre as estações Fairlop e Grange Hill. Desde 2 de janeiro de 2007, a estação está na Zona 4 do Travelcard. É também o lar de um dos três pátios da linha Central.

## História
A estação foi inaugurada em 1º de maio de 1903 como parte da linha ramal do Circuito de Fairlop da Great Eastern Railway (GER) de Woodford a Ilford. A linha foi projetada para estimular o crescimento suburbano, mas foi fechada em 1º de outubro de 1908 devido à falta de costume e não foi reaberta até 2 de março de 1930. Em 1923, sob a Railways Act de 1921, a GER foi fundida com outras empresas ferroviárias para formar a London and North Eastern Railway (LNER). Como parte do New Works Programme de 1935–1940 do London Passenger Transport Board, a maior parte do circuito foi transferida do LNER para formar as extensões orientais da linha Central. Embora o trabalho tenha começado em 1938, foi suspenso com a eclosão da Segunda Guerra Mundial em 1939 e só recomeçou em 1946.
Os serviços de trem a vapor servindo Hainaut foram suspensos em 29 de novembro de 1947. A partir de 14 de dezembro de 1947, a linha de Newbury Park a Hainault foi eletrificada para permitir movimentos de trens vazios para o novo pátio em Hainault. Os serviços eletrificados de passageiros da linha central, para o centro de Londres via Gants Hill, finalmente começaram em 31 de maio de 1948. Os serviços para Woodford via Grange Hill foram reintroduzidos em 21 de novembro de 1948.
As alterações em Hainault incluíram uma nova plataforma de ilha no lado oeste da estação, para permitir que a maior parte dos serviços via Gants Hill fosse encerrada ali, bem como permitir o acesso ao depósito de Hainault. Situado ao norte da estação, Hainalut é o principal depósito de trem no extremo leste da linha. O edifício do depósito foi concluído em 1939, mas foi usado pelo Corpo de Transporte do Exército dos EUA até 1945. Ele entrou em uso para o estoque da linha Central em 14 de dezembro de 1947.
De meados da década de 1960 até o início da década de 1990, a seção Woodford-Hainault foi amplamente operada separadamente do restante da linha Central, usando trens de quatro vagões (mais tarde de três vagões) do 1960 Stock. As unidades de três carros tinham um vagão intermediário de estoque de tubos de 1938. Os trens foram adaptados para Automatic Train Operation (ATO), e a seção Woodford-Hainault tornou-se o campo de testes para ATO na linha Victoria. Alguns trens Stock da linha Victoria de 1967 também foram usados para operar aquela seção e denominados FACT (Fully Automatic Controlled Train). Essa operação separada foi descontinuada, o 1960 Stock foi retirado e os trens para o centro de Londres agora operam via Hainault. O Stock de 1960, junto com o restante do 1962 Stock da linha Central, foi substituído por trens de 1992 Stock.

## Melhorias na estação
A estação foi recentemente o foco de um programa de remodelação. A bilheteira foi remodelada, foi concluído em junho de 2009 um novo Gabinete do Supervisor de Estação na bilheteira e foram instalados elevadores para permitir o acesso sem degraus às plataformas. Os elevadores são os mais rasos da rede do metrô de Londres, com uma descida de apenas 18 in (460 mm).

## Serviços e conexões
O serviço típico fora do horário de pico em trens por hora (tph) é:
- 3 tph em direção ao norte para Woodford[9]
- 9 tph em direção ao sul para Ealing Broadway via Newbury Park[10]

Hainault fica a meia milha (800 m) da Estação Fairlop, que pode ser vista das plataformas olhando para baixo na linha. Os trens da linha Central levam apenas 65 segundos em média de viagem entre as duas estações. No entanto, a distância mínima a pé ou de carro entre as duas estações é consideravelmente maior.
As linhas de ônibus de Londres 150, 247 e a linha noturna N8 servem a estação.

## Galeria

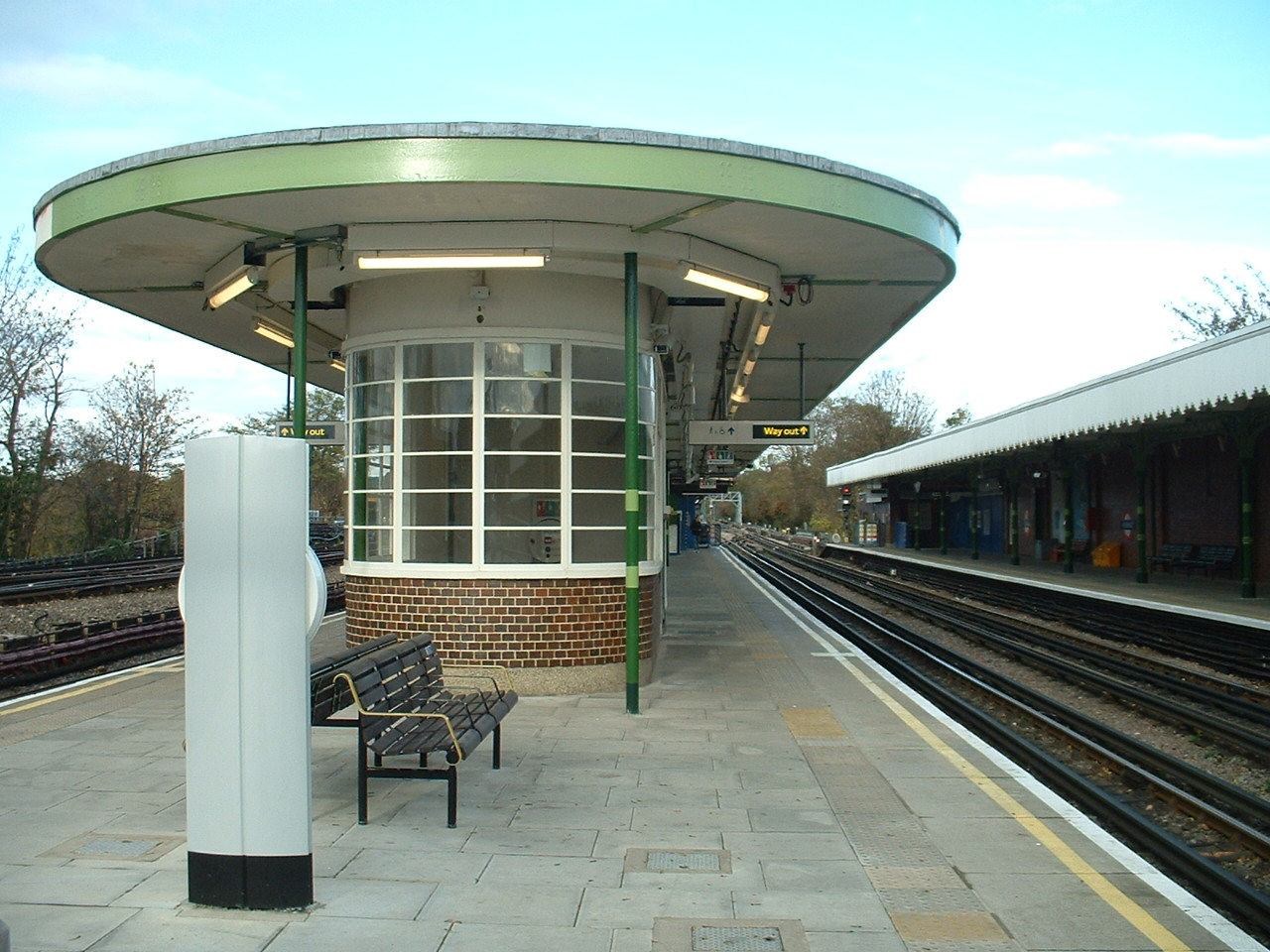
Plataforma central voltada para o norte com abrigo no estilo dos anos 1930. A plataforma 1 está na extrema direita.
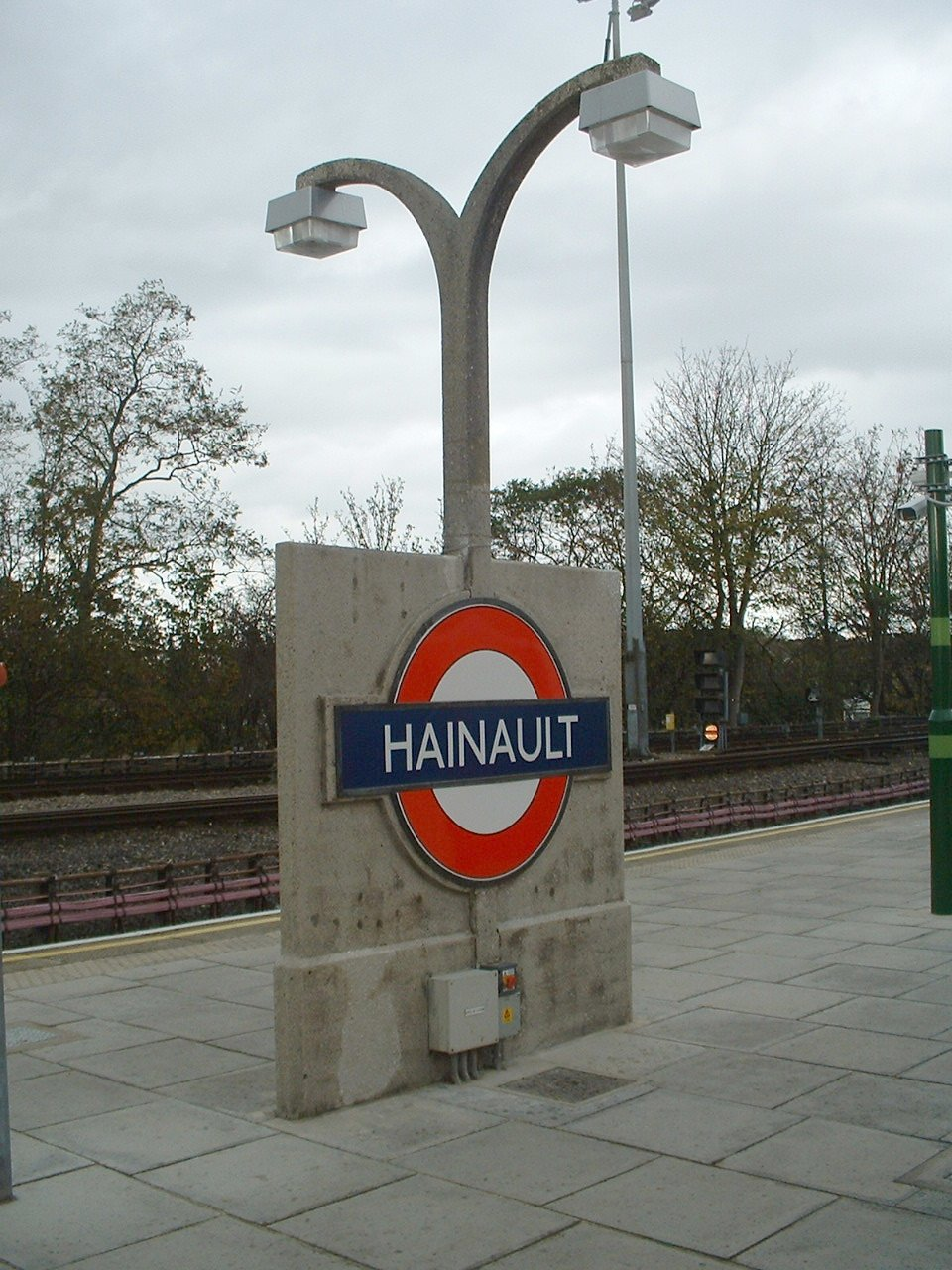
Roundel na plataforma 2
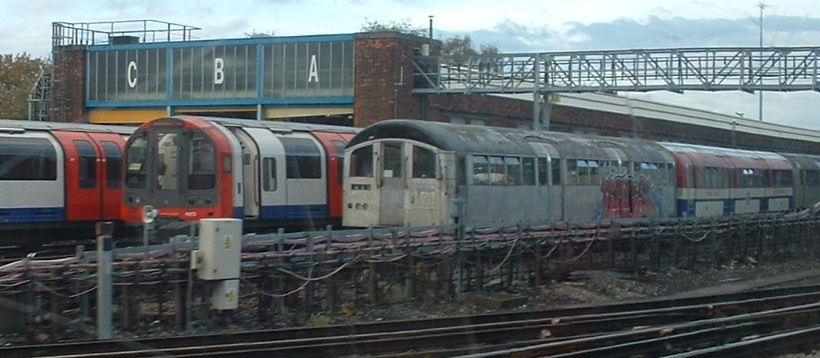
Trem 1962 Stock no Pátio de Hainault, em uso como estoque departamental.
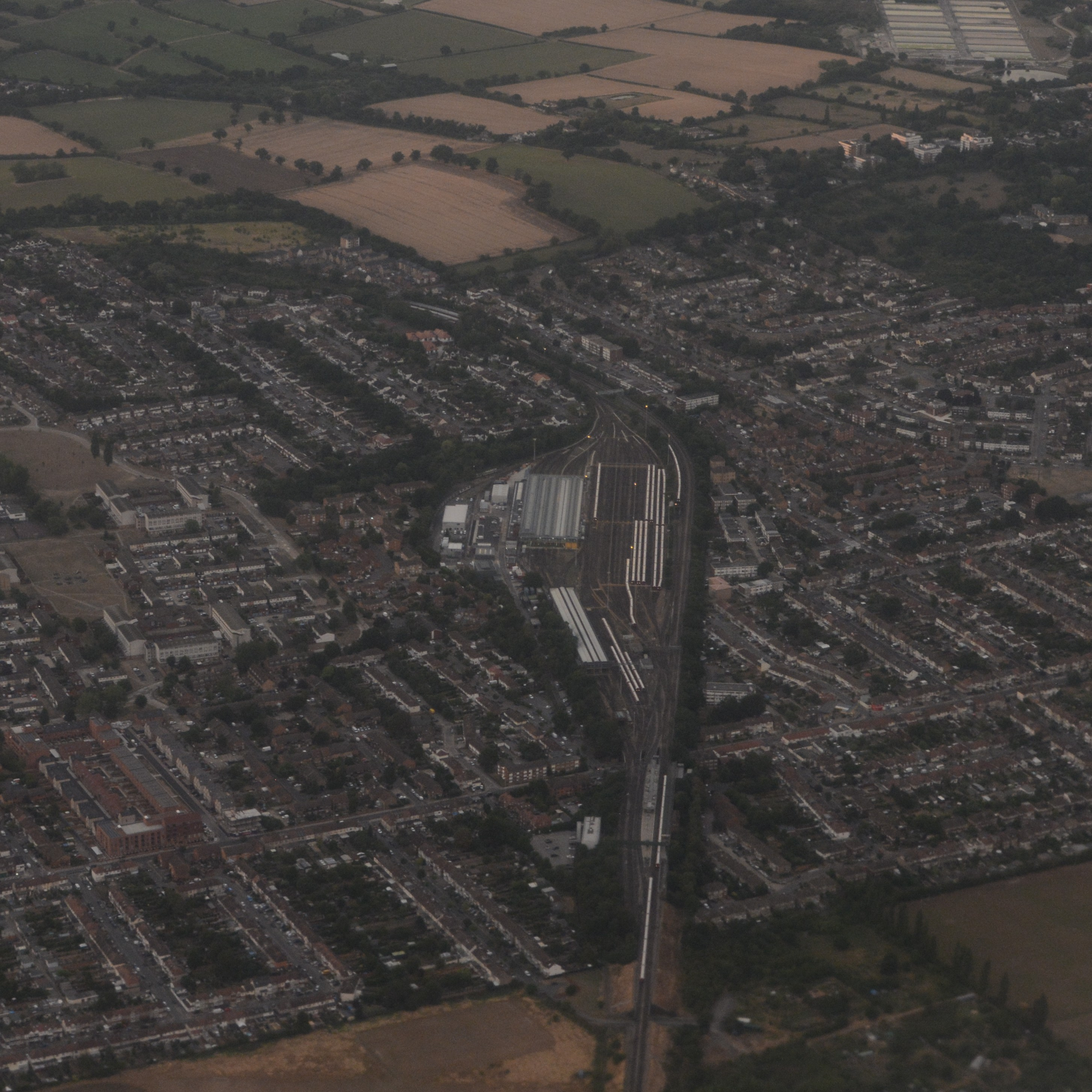
Pátio e estação de metrô de Hainaut (mostrado logo abaixo do pátio principal) do ar

### Livros
- Connor, J E (2007). Branch Line to Ongar. [S.l.]: Middleton Press. ISBN 978-1-906008-05-5